# Städtische Universität Asahikawa
Koordinaten: 43° 49′ 0,9″ N, 142° 26′ 44,4″ O

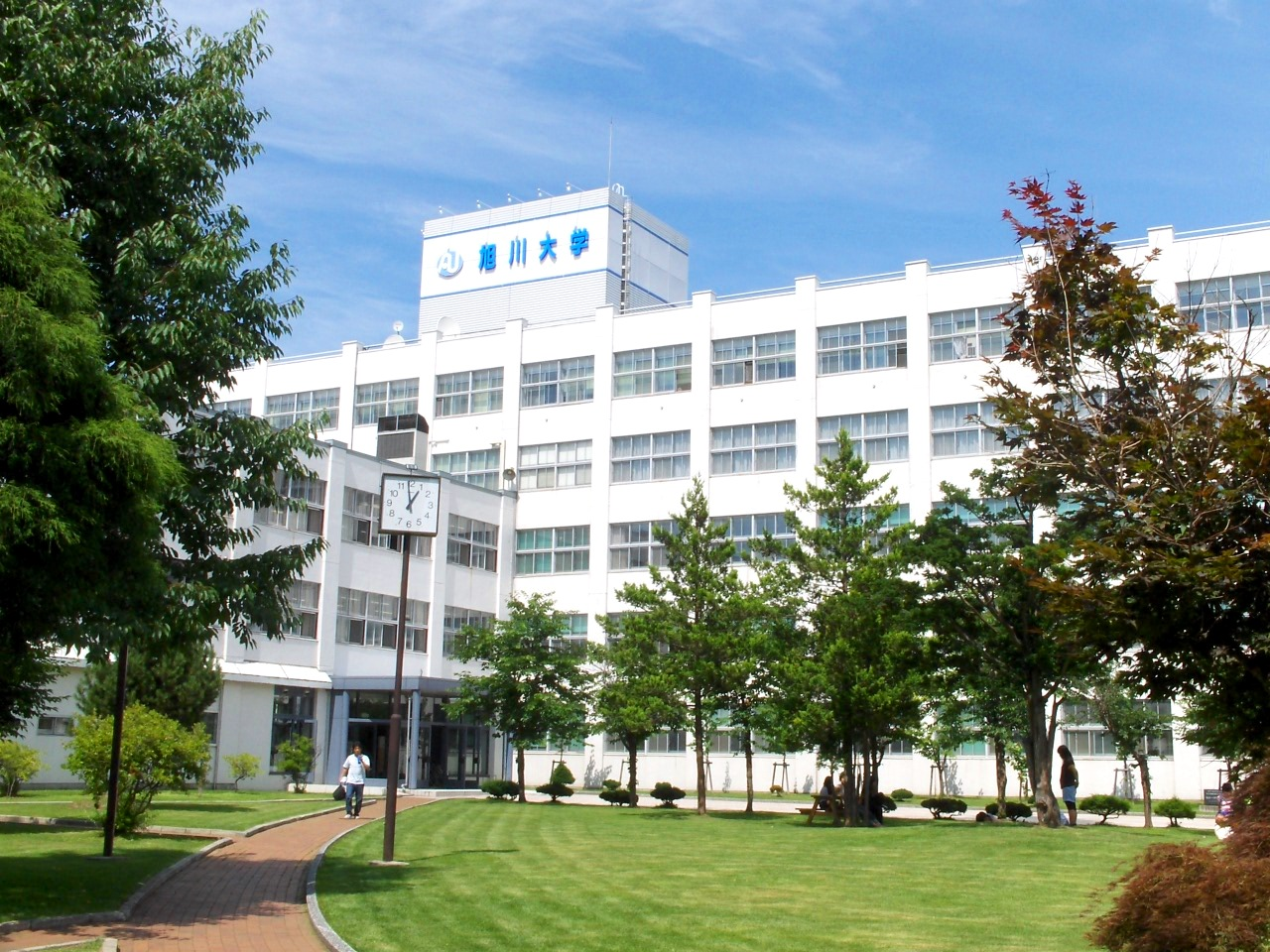
Hauptgebäude (2007)

Die Städtische Universität Asahikawa (japanisch 旭川市立大学 Asahikawa-shiritsu daigaku; engl. Asahikawa City University, kurz: ACU) ist eine städtische Universität in Asahikawa, Hokkaidō (Japan).
Die Universität war vor dem April 2023 die private Universität Asahikawa (旭川大学 Asahikawa daigaku). Im April 2023 übernahm die von der Stadtverwaltung Asahikawa finanzierte Körperschaft die Universität.

## Geschichte
Der Ursprung der Universität liegt in der 1898 von Hyōjirō Sawai (澤井 兵次郎) gegründeten Nähfachschule Asahikawa (旭川裁縫専門学校). Sie wurde mehrfach umbenannt: Mädchenschule Asahikawa (1904), Mädchenrealschule Asahikawa (1923), Kyōritsu-Mädchenoberschule Asahikawa (1943), Mädchenoberschule Asahikawa (1952).
1964 gründete die Bildungskörperschaft die Frauenkurzuniversität Asahikawa (旭川女子短期大学, Asahikawa joshi tanki daigaku). 1968 entwickelte sie sich zur 4-jährigen koedukativen Kitanihon-Gakuin-Universität (北日本学院大学), die 1970 in Universität Asahikawa umbenannt wurde. 1999 gründete sie die Graduate School (Masterstudiengänge).

## Fakultäten
- Fakultät für Wirtschaftswissenschaften
- Fakultät für Gesundheits- und Wohlfahrtswissenschaft
- Angegliederte Kurzuniversität (旭川市立大学短期大学部, engl. Asahikawa City University Junior College)
  - Abteilung für Ernährungswissenschaft
  - Abteilung für Vorschulpädagogik